# Broquièrs
Broquièrs (en francès Broquiès) és un municipi francès situat al departament de l'Avairon i a la regió d'Occitània.

## Demografia
| 1962                                       | 1968  | 1975 | 1982 | 1990 | 1999 | 2006 |
| ------------------------------------------ | ----- | ---- | ---- | ---- | ---- | ---- |
| 926                                        | 1.022 | 881  | 752  | 652  | 678  | 652  |
| Des de 1962: població sense dobles comptes |       |      |      |      |      |      |

## Administració
| Període | Identitat        | Partit |
| ------- | ---------------- | ------ |
| 2001-   | Bernard Brengues |        |